# Meandros del Ebro
Meandros del Ebro este o arie protejată (arie specială de conservare — SAC, sit de importanță comunitară — SCI) din Spania întinsă pe o suprafață de 1.106,49 ha, integral pe uscat.

## Localizare
Centrul sitului Meandros del Ebro este situat la coordonatele 41°18′41″N 0°21′30″W / 41.3115°N 0.358449°V.

## Înființare
Situl Meandros del Ebro a fost declarat sit de importanță comunitară în iulie 2000 pentru a proteja 2 specii de animale. Situl a fost protejat și ca arie specială de conservare în februarie 2021.

## Biodiversitate
Situată în ecoregiunea mediteraneană, aria protejată conține 6 habitate naturale: Râuri mediteraneene cu debit permanent cu specii de Paspalo-Agrostidion și galerii riverane de Salix și de Populus alba, Pajiști umede mediteraneene cu ierburi înalte de Molinio-Holoschoenion, Râuri mediteraneene cu debit intermitent, cu specii de Paspalo-Agrostidion, Galerii de Salix alba și de Populus alba, Galerii și tufărișuri riverane sudice (Nerio-Tamaricetea și Securinegion tinctoriae), Râuri mediteraneene cu debit permanent și vegetație de Glaucium flavum.
La baza desemnării sitului se află mai multe specii protejate de  pești (2): Cobitis paludica, Parachondrostoma miegii
Pe lângă speciile protejate, pe teritoriul sitului au mai fost identificate 2 specii de plante, 23 de specii de păsări, 3 specii de amfibieni, 2 specii de mamifere, 1 specie de pești.